# Tibors
Tibors de Sarenom o Tiburge de Sarenom (Orange, 1130 circa – 1198) è stata una poetessa francese e la prima trobairitz attestata, attiva durante il periodo classico della letteratura occitana medievale (XII secolo), all'apogeo della popolarità dei trovatori.

## Biografia
(—vida di Tibors dal manoscritto trobadorico H, un canzoniere lombardo, adesso Latino 3207 alla Biblioteca Vaticana, Roma)
Tibors è una delle otto trobairitz a possedere una vida (breve biografia scritta in lingua occitana), spesso molto ipotetica più che fattuale. La ricerca sulla vera identità della poetessa Tibors viene ostacolata dalla popolarità del suo nome in Occitania a quel tempo.
Tibors potrebbe essere la figlia di Guilhem d'Omelas e Tibors d'Aurenga, il quale diede in dote a marito il castello di Sarenom, probabilmente Sérignan-du-Comtat in Provenza o forse Sérignan nel Rossiglione. Sfortunatamente per gli storici e gli occitanisti, Tibors e Guilhem ebbe due figlie, entrambe di nome Tibors, come la madre. È possibile, ma inverosimile, che Tibors d'Aurenga possa essere stata lei stessa la trobairitz in questione. Poiché il suo matrimonio avvenne nel 1129 o 1130 e le sue figlie si sposarono entro il 1150, è improbabile che queste fossero nate molto più in là nel tempo.
Se si accetta che fosse sorella maggiore di Raimbaut d'Orange, il famoso trovatore, possiamo collocarla nel tempo. Raimbaut d'Orange, il famoso trovatore, era il più giovane dei figli di Guilhem e Tibors e perciò il fratello minore delle due sorelle Tibors. Nel 1150 la maggiore delle Tibors morì e per sua volornà testamentaria lasciò Raimbaut, allora in minore età, sotto la tutela della figlia maggiore e del suo genero, il secondo marito della trobairitz, Bertran dels Baus. La sorella più giovane, Tiburgette, era la destinataria di un regalo di nozze da parte di loro padre in quell'anno (1150). Nel testamento di suo padre, Guilhem, Tibors viene riferita come autre Tiburge (l'altra Tibors), mentre alla sorella minore viene dato più risalto. Nel 1150 (o 1155 se la datazione del testamento di Tibors d'Aurenga è corretta), Goufroy de Mornas, primo marito di Tibors, era già morto. Non ci sono attestazioni riguardo a figli avuti da lui, ma con Bertrando ne ebbe tre: Uc, padre di Barral di Marsiglia; Bertrando, padre di Raimondo; e Guglielmo, anch'esso trovatore.
Si pensa che Tibors sia morta poco dopo la morte di suo marito (1180) nel 1181 o 1182, ma un documento di suo figlio Uc, recante la data del 13 agosto del 1198, riferisce di "un consiglio di sua madre Tibors".

## Poesia
Dell'opera di Tibors resta solo una stanza di una canso con allegata vida e razó. Tuttavia Tibors viene menzionata in un'anonima ballata, datata tra il 1220 e il 1245, dove lei ha il ruolo di giudice in un gioco poetico. Questo è l'unico suo componimento che ci resta: